# レオポール・フラマン
レオポール・フラマン（Léopold Flameng、1831年11月22日 - 1911年9月4日）はフランスの版画家、イラストレーターである。

## 略歴
ブリュッセルでフランス人の両親のもとに生まれた。イタリア生まれの版画家ルイジ・カラマッタや版画家、イラストレーターのジャン・ジグーの弟子になった。版画の技量を美術評論家のシャルル・ブランに認められて、もう一人の版画家レオン・ゴーシュレルとともに、「 L'Artiste」や「 la Gazette des beaux-arts」といった美術雑誌の100点あまりの図版を製作した。
版画家のシャルル・メリヨンとも親しく、メリヨンをモデルに作品を製作し、精神的に病んだメリヨンの面倒をみた。美術史家のGeorges Duplessisはフラマンをその時代を代表する版画家であるとしている。1878年のパリ万国博覧会の展覧会に出展して、メダリストになった。
ヤン・ファン・エイクやダヴィンチ、レンブラント、アングル、ドラクロワといった巨匠たちの作品の複製版画を制作し、パリの風景の版画や文学作品の挿絵を製作した。フラマンが挿絵を制作した書籍には、ジョヴァンニ・ボッカッチョやポール・スカロン、ヴィクトル・ユーゴー、フランソワ・コッペの作品がある。
息子のフランソワ・フラマンも画家になり、エコール・デ・ボザールの教授を務めた。レオポール・フラマンの弟子にはガイガー(Richard Geiger)やオーギュスト・ラギレルミー(Auguste Laguillermie)、ラジョン(Paul Adolphe Rajon)らがいる。1898年に芸術アカデミーの会員に選ばれた。

## 作品

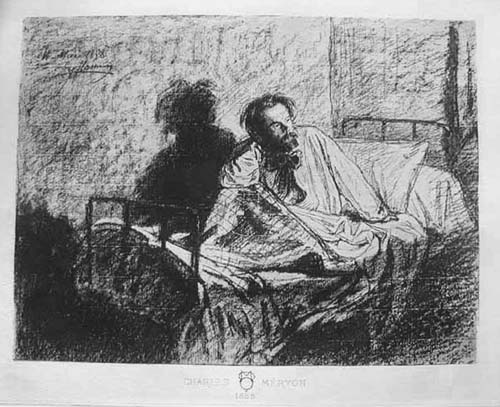
シャルル・メリヨン
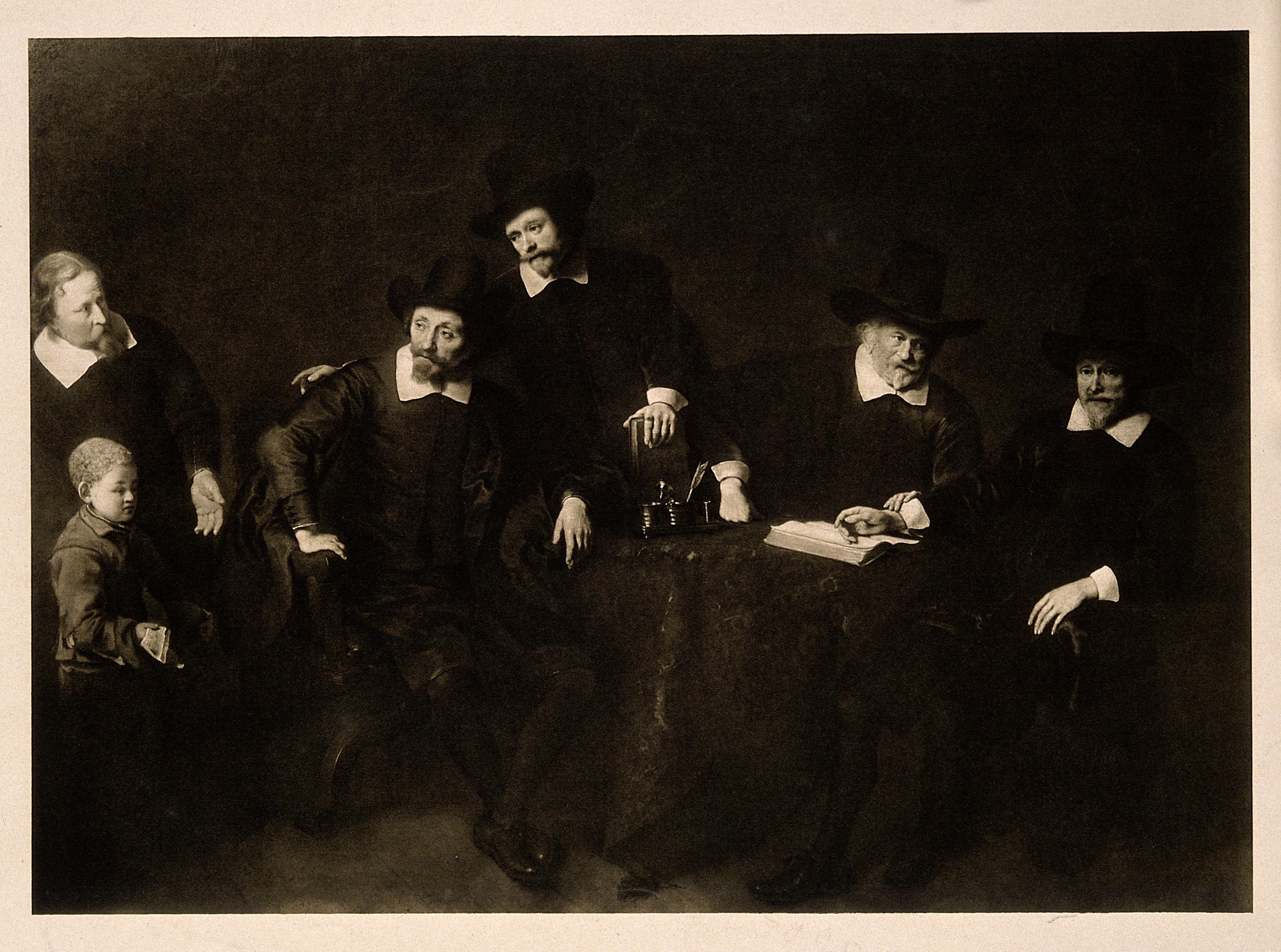
フェルディナント・ボルの作品の複製版画
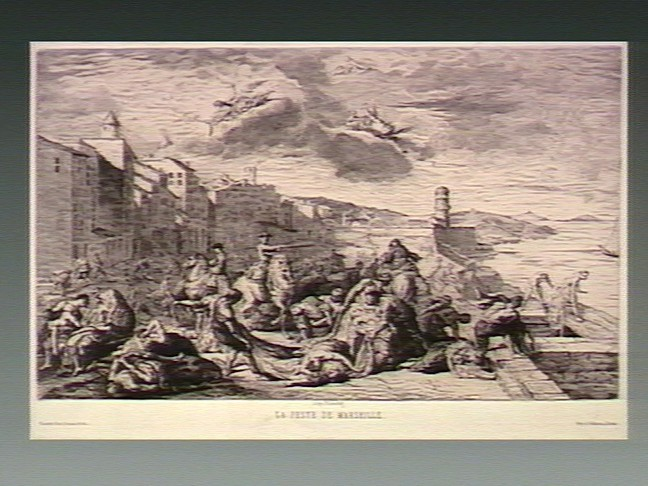
ジャン＝フランソワ・ド・トロワの作品の複製版画

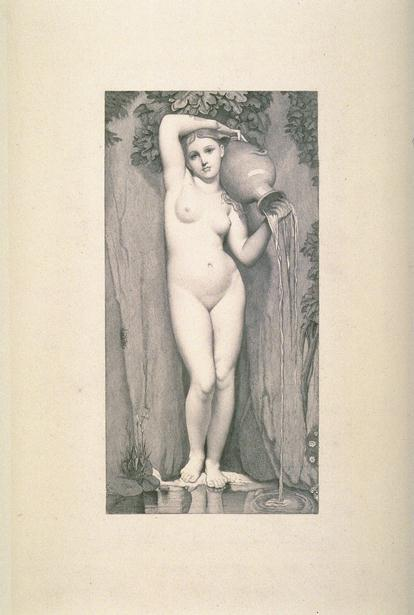
アングルの『泉』の複製版画
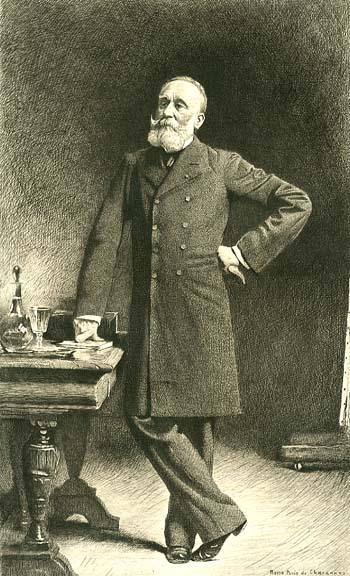
ピエール・ピュヴィス・ド・シャヴァンヌ-画家
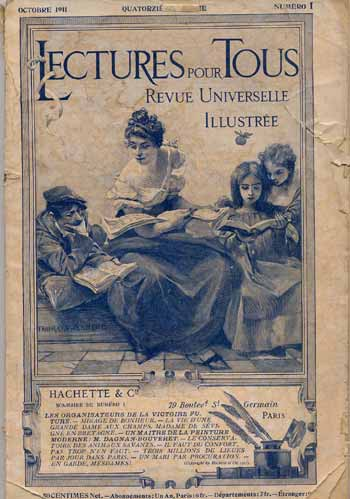
雑誌の表紙絵
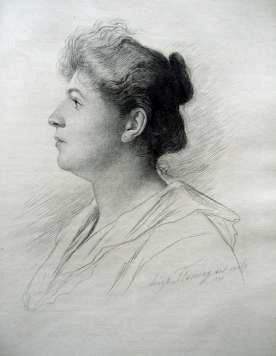
Marie Delna-歌手